# Hohetann
Hohetann ist ein Weiler von Rabenäußig, einem Ortsteil der Gemeinde Frankenblick im Landkreis Sonneberg in Thüringen.

## Lage
Hohetann befindet sich östlich von Rabenäußig an der Kreisstraße 11 nördlich von Fichtach an einem Waldesrand mit einer Spitzenlichtung.

## Geschichte
Hohetann wurde am 26. Juni 1555 erstmals urkundlich genannt. Der Weiler entstand als eine Rodesiedlung und soll schon 1333 erstmals als bi den hohen Tannen urkundlich genannt worden sein.